# Merzig
Merzig là thủ phủ của huyện Merzig-Wadern, bang Saarland, Đức. Đô thị Merzig có diện tích 108,79 km².Đô thị này tọa lạc/có cự ly Đô thị này nằm bên sông Saar, cự ly khoảng 35 km về phía nam của Trier, và 35 km về phía tây bắc của Saarbrücken.
Merzig đã được lập năm 1974 trong đợt cải tổ địa giới ở Saarland. Thành phố ngày nay bao gồm thành phố Merzig và 16 đô thị cũ xung quanh nó. Dưới đây là danh sách, dân số thời điểm ngày 1/1/2005.
| Đô thị       | Dân số |
| ------------ | ------ |
| Merzig       | 10.959 |
| Ballern      | 1.179  |
| Besseringen  | 3.149  |
| Bietzen      | 1.015  |
| Brotdorf     | 3.854  |
| Büdingen     | 321    |
| Fitten       | 712    |
| Harlingen    | 609    |
| Hilbringen   | 2.661  |
| Mechern      | 834    |
| Menningen    | 620    |
| Merchingen   | 953    |
| Mondorf      | 835    |
| Schwemlingen | 2.254  |
| Silwingen    | 398    |
| Weiler       | 361    |
| Wellingen    | 315    |
| Tổng         | 31.029 |